# Vele Srakane
Vele Srakane (tal. Canidole Grande, njem. Groß Kanidol) otok je u Jadranskom moru u Cresko-lošinjskom otočju. Jedino naselje na otoku jesu Vele Srakane. 

## Smještaj
Vele Srakane pripadaju kvarnerskoj skupini otoka, cresko-lošinjskom otočju. Zapadno je od Lošinja kojem je najbliži kod rta Žaplić (3,5 km), a najudaljeniji, oko 6 km, kod rta Straža. Od Lošinja ga dijeli Unijski kanal.
Smješten je između Unija na sjeveru i Malih Srakana na jugu, s kojim je u povijesti bio dijelom istog grebena. Od Unija je odvojen prolazom Veli Žapal širine 2 km, a od Malih Srakana prolazom Žaplić, širine samo stotinjak metara. Na zapadu je otvoreno more, a 7 do 8 km južno je otok Susak.
Administrativno pripada Gradu Malom Lošinju.

## Zemljopis
Vele Srakane su površine 1,18 km2, a duljina obalne linije iznosi 7,44 km.
Vrlo je uskog i izduženog oblika, a pruža se u pravcu sjeverozapad–jugoistok duljinom od 3,3 km. Najsjevernija i najzapadnija točka je rt Vela Straža. Najjužnija i najistočnija točka je rt Žaplić. Najviši vrh otoka je Vela Straža, 60 m nadmorske visine, na krajnjem sjeverozapadu, ponad istoimenog rta. 
Obale su pretežno nerazvedene, bez većih uvala, niske i stjenovite te nema sigurnog zaklona niti od jednog vjetra. Najveće uvale su Gornja i Donja Trata na istočnoj, odnosno zapadnoj strani otoka. Obje uvale su u potpunosti otvorene. Na zapadnoj strani otoka je još nekoliko uvala, ali su sve također potpuno otvorene: Keplotina i Progon na središnjem dijelu otoka te Basadura na sjevernom.

## Navigacija
U uvali Gornja Trata dva su pristana, na glavi većeg pristana dubina je 4-5 metra. Veliki pristan obnovljen je i uređen 2005. godine. Brod, jedina veza s otokom, pristaje samo ako se to unaprijed zatraži od posade i to samo za lijepog vremena jer je pristanište nezaklonjeno i nesigurno. Brodom su Vele Srakane povezane s Malim Lošinjem i otocima Unijama i Susakom. Ljeti je veza češća nego u zimskom dijelu godine.
S obzirom na to da na otoku nema lučice, pristajanje je moguće, osim uz pristane (molove), samo sidrenjem uz obalu. Lokalno stanovništvo svoje brodice nakon svake plovidbe izvlači na obalu. U slučaju sidrenja treba stalno biti na oprezu čak i za lijepog vremena jer su morske struje uz otok jake, naročito na krajnjim rtovima. Prolaz Žaplić između Velih i Malih Srakana vrlo je plitak.

## Povijest
U uglu kuće Skrivanić ugrađen je nadgrobni spomenik iz rimskog doba. Na brdu Vela Straža nalazila se pretpovijesna gradina, stari kaštel ostatak je polukružnog zida nekadašnje utvrde za obranu od morskih pljačkaša. U mjestu je malena crkvica posvećena svetoj Ani. Na otoku nema groblja već se koristi groblje na susjednom otoku Susku.
Kroz srednji vijek pretežno je bio dijelom Mletačke Republike. U vrijeme Austro-Ugarske Monarhije, otok se službeno nazivao Groß Kanidol. 
Nakon Prvog svjetskog rata pripao je Kraljevini Italiji, da bi po Drugom svjetskom ratu ušao u sastav Jugoslavije odnosno Hrvatske u čijem je sastavu i danas. Stanovništvo se bavi ribarstvom, poljoprivredom i stočarstvom.
Otok ima električnu energiju, ali ne i vodu. S obzirom na to da nema ni trgovinu, sve potrebno za život, uključujući i pitku vodu treba se donosit na otok. 

## Povezane stranice
- Male Srakane

## Vanjske poveznice
- Slike velikog mola, Velih Srakana- mjesta i otoka, crkvice, mještana i njihovih posjetitelja na blagdan sv. Ane  Arhivirana inačica izvorne stranice od 5. ožujka 2016. (Wayback Machine)
- Turistička zajednica Mali Lošinj